# José María Galeano
 José María Galeano  (Algeciras, 1979. november 18. –) spanyol színész.
Nagyobb ismertséget Braulio Padilla szerepe hozott meg számára A végzet asszonya című teleregényben.

## Élete és pályafutása
Galeano politológiát és szociológiát tanult a Granadai Egyetemen. Később Madridba költözött színészetet tanulni, és ott élt 11 évig. 

## Filmográfia

### Televízió
| Év          | Cím                                  | Szerep                             | Magyar hang            | TV stúdió |
| ----------- | ------------------------------------ | ---------------------------------- | ---------------------- | --------- |
| 2009        | Hospital Central                     | Daniel Lucena                      | -                      | Telecinco |
| 2015        | Que te perdone Dios                  | Tomás atya                         | -                      | Televisa  |
| 2016 - 2020 | A végzet asszonya (teleregény)       | Braulio Padilla                    | Papp Dániel            | Telemundo |
| 2018        | José José, el príncipe de la canción | Javier de la Garza                 | -                      | Telemundo |
| 2018        | Luis Miguel: The Series              | Jaume Torrens                      | -                      | Telemundo |
| 2019        | Silvia Pinal                         | Enrique Rodríguez Alday "El Güero" | -                      | Televisa  |
| 2019        | Bolívar (teleregény)                 | Felipe Martínez                    | Csík Csaba Krisztián   | Caracol   |
| 2019        | El Dragón: Return of a Warrior       | Leopoldo Santamarina               | -                      | Televisa  |
| 2021        | Alicia új élete                      | Samuel                             | Horváth-Töreki Gergely | Televisa  |
| 2025        | La jefa                              | Medina herceg                      |                        | Telemundo |

### Film
| Év   | Cím                   | Szerep       |
| ---- | --------------------- | ------------ |
| 2011 | Bad Night             | A srác       |
| 2012 | Y la muerte lo seguía | Fred Carlson |